# 成已
成已（そんぎ、朝鮮語: 성기、? - 紀元前108年）は、衛氏朝鮮の大臣。「成巳」「成已」「成己」など表記ゆれがある。

## 出自
刊本を比較すると、『史記』は、南監本、汲古閣、百衲本、中華書局、国史編纂委員会は「成巳」と記述しており、武英殿聚珍版叢書のみが「成已」と記述している。『漢書』は、南監本、汲古閣は「成巳」と記述しており、百衲本、国史編纂委員会、武英殿聚珍版叢書は「成已」と記述している。したがって「成己」と記述した事例は存在せず、全て「成巳」「成已」と記述し、なかでも李聖揆（朝鮮語: 이성규、檀国大学）は、「成已」とみて、「成已」は、三韓の首長の官職「臣智（しんち）」、『元朝秘史』にあらわれる「sinči bayan（bayan＝貴族)」と関係し、漢字語で「大臣」という意味であり、成已は、北方騎馬民族の鮮卑族或いは匈奴系人士であろう、と指摘している。

## 人物
紀元前109年、漢の武帝が衛氏朝鮮を討伐するために攻撃してくると、降伏を主唱する派閥の路人、王唊、韓陰は早々に降伏した。また、降伏を主唱する派閥の刺客によって衛氏朝鮮王・衛右渠は殺された。その後、大臣の成已が引き続き抗戦したため、漢軍は、いずれの機会にすでに漢軍に降伏していた衛右渠の子・衛長降を成已のもとにさしむけ、成已を殺害して降伏させた。